# Goldener Ehrenring der Stadt Bayreuth
Der Goldene Ehrenring der Stadt Bayreuth wird an Persönlichkeiten verliehen, die sich mit ihrem Lebenswerk und hohen Engagement für das Wohl und das Ansehen der Stadt Bayreuth und ihrer Bürgerschaft eingesetzt haben. Er kann an Menschen verliehen werden, die nicht in Bayreuth leben oder gelebt haben. Der Goldene Ehrenring ist nach der Ehrenbürgerwürde die zweithöchste Auszeichnung der Stadt Bayreuth.

## Träger des Ehrenrings
Bisher wurden folgende Persönlichkeiten mit dem Goldenen Ehrenring der Stadt Bayreuth ausgezeichnet:
- Lotte Albrecht-Potonié
- Hans Angerer (1941–2012), Verwaltungsjurist und Beamter
- Norbert Balatsch (1928–2020), österreichischer Chordirektor
- Herbert Barth (1910–1998), Musikschriftsteller
- Eduard Berend (1883–1973), Literaturwissenschaftler
- Kurt Blaser
- Karl Böhm (1894–1981), österreichisch-deutscher Dirigent
- Bernard Bosson
- Otto Burkhardt
- Walter Demel (1935–2023), Skilangläufer
- Hermann Dietzfelbinger (1908–1984), evangelischer Pfarrer, Theologe und bayerischer Landesbischof
- Rudolf Eberhard (1914–1998), Politiker und Volkswirt
- Peter Färber (1922–2009), Kommunalpolitiker
- Anneliese Fischer (1925–2020), Politikerin
- Willi Flügel
- Wilhelm Fohrbeck
- Eberhard Friedrich (* 1958), Chorleiter
- Hans-Dietrich Genscher (1927–2016), Politiker
- Manfred Größler (* 1944), Fußballspieler
- Levin von Gumppenberg
- Johannes Hanselmann (1927–1999), Landesbischof der Evangelisch-Lutherischen Kirche in Bayern
- Karl Hartmann (1869–1971), Lehrer und Historiker
- Rudolf Hartmann (1900–1988), Opernregisseur und -intendant
- Robert Heger (1886–1978), Dirigent, Komponist und Hochschullehrer
- Bernd Mayer (1942–2011), Lokaljournalist, Heimatforscher und Kommunalpolitiker
- Dieter Mronz (* 1944), Jurist und Politiker
- Hans Niessl (* 1951), österreichischer Politiker
- Simon Nüssel (1924–2015), Landwirt und Politiker
- Wilhelm Pitz (1897–1973), Chorleiter
- Konrad Pöhner (1901–1974), Unternehmer, Funktionär und Politiker
- Helmut Ruppert (* 1941), Professor
- Dieter Schweingel
- Friedrich Stahler (1908–1978), Verwaltungsjurist
- Astrid Varnay (1918–2006), amerikanische Opernsängerin ungarischer Abstammung
- Wieland Wagner (1917–1966), Opernregisseur und Bühnenbildner
- Wolfgang Wagner (1919–2010), Opernregisseur und Bühnenbildner
- Hans Walter Wild (1919–2001), Verwaltungsjurist und Kommunalpolitiker
- Wolfgang Windgassen (1914–1974), Opernsänger
- Klaus Dieter Wolff (1935–2007), Verwaltungsjurist